# Carex jaluensis
Carex jaluensis är en halvgräsart som beskrevs av Vladimir Leontjevitj Komarov. Carex jaluensis ingår i släktet starrar, och familjen halvgräs. Inga underarter finns listade i Catalogue of Life.